# 基切拉
基切拉（羅馬化：Kichera）是俄罗斯布里亚特共和国的市级镇，属北贝加尔区，位于同名河流河畔附近地区，在共和国首府乌兰乌德东北。
该地2021年人口有917人；2010年人口1,375；2002年人口1,624；1989年人口2,715。